# 邦联第一白宫
邦联白宫（英語：White House of the Confederacy）是美利堅聯盟國总统傑佛遜·戴維斯和其家人的辦公官邸，当时美利堅聯盟國的首都位於阿拉巴马州的蒙哥马利 。它於1974年起被列入國家史蹟名錄，自2012年起被列入阿拉巴马州地标和遗产名录。

## 历史
邦联白宫被认为是由蒙哥马利的一位商人威廉·赛尔（William Sayre）于1825年建造的。之后，房子转到J.G.温特上校（Col. J. G. Winter ）手中，他对房子进行了改造，之后卖给了埃德蒙·哈里森上校（ Col. Edmond Harrison）。1861年2月，在傑佛遜·戴維斯成为美利堅聯盟國总统后不久，美利堅聯盟國臨時國會在蒙哥马利举行会议，決定租赁一座大楼作為傑佛遜·戴維斯的辦公場所。傑佛遜·戴維斯短暫入住邦联第一白宫3個月後，1861年5月27日，他们搬到了美利堅聯盟國新的首都弗吉尼亞州里士满後，美利堅聯盟國不再租用邦联第一白宫。南北战争结束后，房子由威廉·克劳福德·吉布 (William Crawford Gibb)接手，然后最终在1871年又由泰森家族接手。1919年，阿拉巴马州立法机构資助阿拉巴马州白宫协会25,000美元買下這棟建築。